# ماسه‌رست

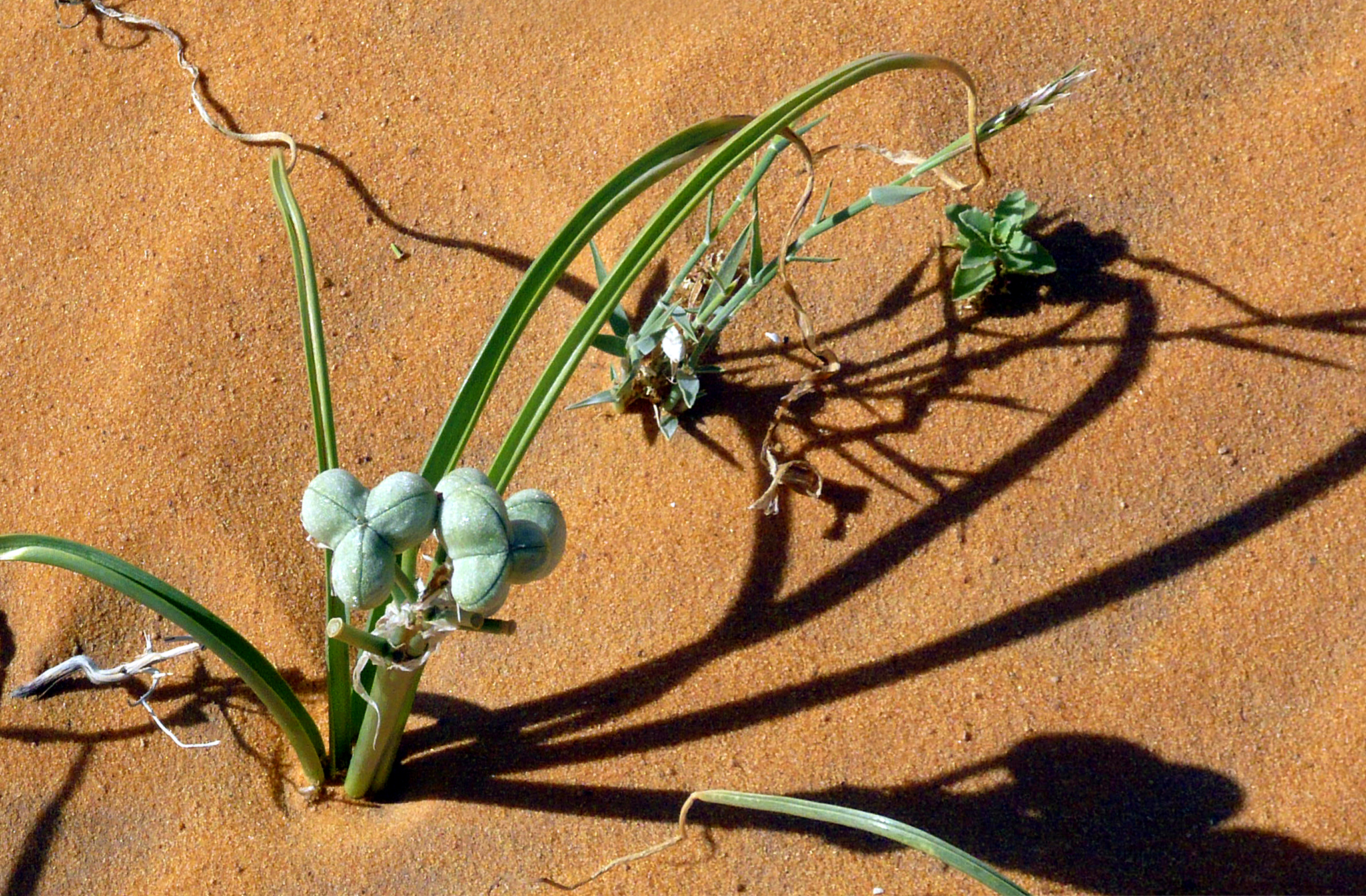
ماسه‌رُست از سه گونه مختلف در بیابان صحرا

ماسه‌رُست یا شن‌رُست گیاهی است که در خاک‌های شنی و اغلب ناپایدار رشد می‌کند. ماسه‌رست‌ها معمولاً در سواحل، بیابان‌ها و تپه‌های ماسه‌ای رشد می‌کنند. از آنجایی که ماسه‌رست‌ها در این زیستگاه‌های چالش‌برانگیز یا غیرمهمان‌نواز رشد می‌کنند، ماسه رست‌ها شدیددوست در نظر گرفته می‌شوند و همچنین به عنوان ماسه‌دوست طبقه‌بندی می‌شوند.